# Паваши
Паваши или пероједи и длакоједи. су бескрилни инсекти, припадници три фамилије из реда Малофага (лат. Mallophaga). Хране се паперјем, перјем, длаком, излучевинама коже и перути. Изазивају болести под називом малофагоза или павашљивост.

## Начин преношења
Паваши се преносе са једне на другу животињу директним додиром. Најбројније су на младим животињама. Малофагоза је једна од карактеристика лоших зоохигијенских услова држања животиња.

## Морфолошке и биолошке одлике
Паваши имају спљоштено тело, покривено длачицама. По свом изгледу сличне су вашима, од којих се разликују по усном апарату, који је прилагођен за дробљење.
Величине су од 2 до 6 mm, међутим женке су веће од мужјака.
Паваши као стални паразити карактеришу се тиме што женка полаже јаја на бази перја и длаке домаћина. Након 5 до 6 дана јаја ембрионирају и из њих излазе ларве, које се разликују од одраслих искључиво по величини и боји. После неколико пресвлачења, током 3-4 недеље, од ларви настају одрасли паразити.

## Класификација
Представника у овом реду има око 3.000 врста. Паваши као паразити различитих врста птица и сисара приказани су на на следећим табелама:
| Подразред Amblycera |                  |              |
| Породица            | Род              | Домаћин      |
| Somaphantidae       | Bonomiella       | Голубови     |
| Menoponidae         | Menopon          | Голубови     |
|                     | Eomenacanthus    | Голубови     |
|                     | Menacanthus      | Голубови     |
|                     | Hohorstiella     | Кокоши       |
|                     | Uchida           | Голуб        |
| Trinotonidae        | Trinoton         | Домаћа гуска |
| Colpocephalidae     | Neocolpocephalum | Голубови     |
| Gyropidae           | Gyropus          | Морско прасе |
| Gliricolidae        | Trimenopon       |              |
|                     | Gliricola        | Морско прасе |

| Подразред Ischnocera |                |                                                          |
| Породица             | Род            | Домаћин                                                  |
| Gonioidae            | Oulocrepis     | Голубови                                                 |
|                      | Goniocotes     | Голубови                                                 |
|                      | Campanulotes   | Кокоши                                                   |
|                      | Chelopistes    |                                                          |
|                      | Stenocrotaphus | Бисерка                                                  |
|                      | Coloceras      | Кокоши                                                   |
| Lipeuridae           | Lipeurus       | Голубови                                                 |
|                      | Cuclotogaster  | Голубови                                                 |
| Esthiopteridae       | Anatoecus      | Пловке и патке                                           |
|                      | Columbicola    | Кокошка                                                  |
|                      | Anaticola      | Пловке и патке                                           |
| Trichodectidae       | Trichodectes   | Пас                                                      |
|                      | Felicola       | Домаћа кокошка                                           |
| Bovicolidae          | Bovicola       | Домаће говедо (B. bovis) Коза (B. caprae) Овца (B. ovis) |
|                      | Holakartikos   | Коза                                                     |
|                      | Werneckiella   | Коњ                                                      |

## Штетно деловање
Паваши не сишу крв домаћина, већ се хране длаком, перјем, и епидермисом животиња. Код сисара секу, ломе и оштећују длаке, што има за последицу њихово испадање, а код перади оштећују младо перје.